# Варна (община)
Варна (болг. Община Варна) — община у Болгарії. Входить до складу Варненської області. Населення становить 356 713 осіб (станом на 1 лютого 2011 р.). Адміністративний центр громади — однойменне місто.